# هيرماني فورينين
هيرماني فورينين (بالفنلندية: Hermanni Vuorinen)‏ (مواليد 27 يناير 1985 في بوري)، هو لاعب كرة قدم فنلندي دولي سابق كان يلعب كمهاجم.

## المسيرة الاحترافية

### أندية لعب لها
- هونكا
- هونكا
- نادي رويال شارلروا الرياضي
- هونكا

## روابط خارجية
- هيرماني فورينين على موقع الاتحاد الدولي (مؤرشف)  (الإنجليزية)
- هيرماني فورينين على موقع الاتحاد الأوربي (الإنجليزية)
- هيرماني فورينين على موقع قاعدة بيانات كرة القدم.إي يو (الإنجليزية)
- هيرماني فورينين على موقع ناشيونال فوتبول تيمز (الإنجليزية)
- هيرماني فورينين على موقع Soccerway.com (الإنجليزية)
- هيرماني فورينين على موقع عالم كرة القدم.نت (الإنجليزية)